# 129881 Chucksee
129881 Chucksee este o planetă minoră (asteroid) din centura de asteroizi. A fost descoperită pe 29 septembrie 1999 la Catalina Station⁠(d) de Catalina Sky Survey. 
Obiectul prezintă o orbită caracterizată de o semiaxă mare de 2,3749089459646 UAi, o excentricitate de 0,21, o înclinație de 5,2 ° în raport cu ecliptica.